# Campeonato Sul-Americano de Rugby de 2006
O Campeonato Sul-Americano de Rugby de 2006 foi a XXVIII edição deste torneio.

A divisão maior (Sul-Americano "A") foi jogada nas eliminatórias da Copa do Mundo de Rugby de 2007.

A vencedora foi a Seleção Argentina.
A divisão mais baixa (Sul-Americano "B") foi realizada em Caracas (Venezuela), com a participação das seleçãos de Brasil, Colômbia, Peru,  Seleção Venezuelana e pela primeira vez a  Costa Rica.

A vencedora foi a Seleção Brasileira.

## Divisão A
| 1 de Julho de 2006 |         |           |          |
| Chile              | 13 - 60 | Argentina | Santiago |
|                    |         |           | Santiago |

| 8 de Julho de 2006 |        |         |              |
| Argentina          | 26 - 0 | Uruguai | Buenos Aires |
|                    |        |         | Buenos Aires |

| 27 de Julho de 2006 |         |       |            |
| Uruguai             | 43 - 15 | Chile | Montevideu |
|                     |         |       | Montevideu |

### Classificação
| Seleção   | Vitórias | Empates | Derrotas | Pontos a favor | Pontos contra | Pontos +/- | Pontos |
| --------- | -------- | ------- | -------- | -------------- | ------------- | ---------- | ------ |
| Argentina | 2        | 0       | 0        | 86             | 13            | +73        | 6      |
| Uruguai   | 1        | 0       | 1        | 43             | 41            | +2         | 4      |
| Chile     | 0        | 0       | 2        | 28             | 103           | -75        | 2      |

Pontuação: Vitória = 3, Empate = 2, Derrota = 1 

## Campeão
| Campeonato Sul-Americano de Rugby 2006 |
| -------------------------------------- |
| ARGENTINA Campeã (27º título)          |

## Divisão B
| 14 de Outubro de 2006 |         |      |         |
| Brasil                | 36 – 10 | Peru | Caracas |
|                       |         |      | Caracas |

| 14 de Outubro de 2006 |        |            |         |
| Venezuela             | 67 – 0 | Costa Rica | Caracas |
|                       |        |            | Caracas |

| 16 de Outubro de 2006 |         |            |         |
| Brasil                | 103 – 0 | Costa Rica | Caracas |
|                       |         |            | Caracas |

| 16 de Outubro de 2006 |         |           |         |
| Colômbia              | 25 – 20 | Venezuela | Caracas |
|                       |         |           | Caracas |

| 18 de Outubro de 2006 |        |            |         |
| Colômbia              | 42 – 5 | Costa Rica | Caracas |
|                       |        |            | Caracas |

| 18 de Outubro de 2006 |       |      |         |
| Venezuela             | 6 – 0 | Peru | Caracas |
|                       |       |      | Caracas |

| 20 de Outubro de 2006 |        |            |         |
| Peru                  | 31 – 3 | Costa Rica | Caracas |
|                       |        |            | Caracas |

| 20 de Outubro de 2006 |        |          |         |
| Brasil                | 37 – 3 | Colômbia | Caracas |
|                       |        |          | Caracas |

| 22 de Outubro de 2006 |        |           |         |
| Brasil                | 23 – 7 | Venezuela | Caracas |
|                       |        |           | Caracas |

| 22 de Outubro de 2006 |        |      |         |
| Colômbia              | 25 – 5 | Peru | Caracas |
|                       |        |      | Caracas |

### Classificação
| Seleção    | Vitórias | Empates | Derrotas | Pontos a favor | Pontos contra | Pontos +/- | Pontos |
| ---------- | -------- | ------- | -------- | -------------- | ------------- | ---------- | ------ |
| Brasil     | 4        | 0       | 0        | 199            | 20            | +179       | 12     |
| Colômbia   | 3        | 0       | 1        | 85             | 67            | +18        | 10     |
| Venezuela  | 2        | 0       | 2        | 100            | 48            | +52        | 8      |
| Peru       | 1        | 0       | 3        | 46             | 70            | -24        | 6      |
| Costa Rica | 0        | 0       | 4        | 8              | 233           | -225       | 4      |

Pontuação: Vitória = 3, Empate = 2, Derrota = 1 

## Campeão Divisão B
| Campeonato Sul-Americano de Rugby 2006 Divisão B |
| ------------------------------------------------ |
| BRASIL Campeão (4º título)                       |